# Mangkol
Mangkol is een bestuurslaag in het regentschap Bangka Tengah van de provincie Bangka-Belitung, Indonesië. Mangkol telt 4808 inwoners (volkstelling 2010).